# Новиков Юрій Георгійович
Юрій Георгійович Но́виков (12 жовтня 1944, Київ — 28 грудня 2009), український графік, заслужений художник України (2005). 

## Біографія
Народився12 жовтня 1944 року в Києві. 1970 року закінчив Київський художній інститут.
1982 року нагороджений бронзовою медаллю на книжковій виставці «ІВА» у Лейпцигу.
Лауреат Державної премії УРСР імені Т. Г. Шевченка за 1983 рік (разом з В. П. Бойком, Р. Ф. Ліпатовим (керівниками авторської групи), Г. Ю. Кузнецовим, Є. В. Матвєєвим, М. Д. Шевченком (художниками), А. М. Зубцем (складачем), М. І. Хоменком (друкарем) за впровадження нових принципів конструювання, оформлення та поліграфічного виконання творів, зокрема технології фотонабору, марксистсько-ленінського спрямування і лідерів комуністичного і робітничого руху: «Капітал», «Громадянська війна у Франції» К. Маркса, «І все-таки вона крутиться!..» Г. Димитрова).

## Творчість
Працює в галузі книжкової графіки. Оформив та проілюстрував понад 250 видань, зокрема:
- «Мистецтво паркобудування» А. Жернова (1977);
- «Від Путивля до Карпат» С. Ковпака (1979);
- «Оповідання» М. Проклятого (1980);
- «І все ж таки вона крутиться…» Г. Димитрова (1982);
- «Розповіді про Патона» I. Малишевського (1984);
- «Гіркі тумани Атлантики» К. Кудієвського (1986);
- «Четверта рота» В. Собка (1986);
- «Чорнобиль. Репортаж» В. Яворівського (1986);
- «Тополя на тому березі» С. Голованівського;
- «Прометей, або життя Бальзака» А. Моруа (1986);
- збірку «Пам'ять долини смерті» О. Дмитренка(1986);
- «Борис Грінченко» А. Погрібного (1987);
- «Христа Ботев» М. Тольберга (1987);
- «Чорнобильський репортаж» (у співавторстві, 1988);
- «Культура і варварство» (1988);
- «Вибрані твори» Л. Селютіна (1989);
- «Вибрані твори» О. Маковея (в 2-х томах, 1989);
- «Айседора Дункан. Автобіографія», «Я тобі писатиму щодня» Г. Ковтун (1989);
- «Зруйноване гніздо» А. Кащенко (1990);
- «Вибране» Л. Талалая (1990);
- «Повстанці» В. Миколайтіс-Путінас (1990);
- «Українські пропілеї» (1990);
- «Міфи Древньої Греції» (1993);
- «Сергій Лифар» (1994).

Зробив кілька прижиттєвих замальовок С. Параджанова та був одним з авторів концепції аранжування експозиції художньої виставки, присвяченої кінорежисеру, в Лодзінському музеї кінематографії (Польща).
Серед портретів:
- «Богдан Ступка в ролі Богдана Хмельницького» (1996);
- «Каріна» (1998).